# Kochanówka (rejon jaworowski)
Kochanówka (ukr. Коханівка) – wieś na Ukrainie, w rejonie jaworowskim obwodu lwowskiego. Wieś liczy około 530 mieszkańców.

## Historia
W XIX wieku właścicielem tabularnym Kochanówki był hr. Władysław Rozwadowski.
W II Rzeczypospolitej do 1934 samodzielna gmina jednostkowa. Następnie należała do zbiorowej wiejskiej gminy Nahaczów w powiecie jaworowskim w woj. lwowskim. W 1944 nacjonaliści ukraińscy z OUN-UPA zamordowali tutaj 16 Polaków. Po wojnie wieś weszła w struktury administracyjne Związku Radzieckiego.